# Maassluis
Maassluis város és egyben alapfokú közigazgatási egység, azaz község Hollandia Dél-Holland tartományában. Lakossága 2004-ben 32 847 fő volt, Területe  10,11 km² (amelyből 1,51 km² víz).

## Fekvése
Az ország nyugati részén található.

## Története
Maassluis 1600-ban Maasföld része volt. A városi rangot 1811-ben kapta meg.
A második világháborúban a város aktív népességének nagy részét Németországba telepítették hadimunkára. A város régi temploma súlyosan károsodott a szövetségesek bombázása következtében.

## Gazdaság
1960-ig a város fő bevételi forrása a kikötőből származott. A város sok lakója halászattal foglalkozik, főleg az izlandi partoknál.

## Háztartások száma
Maassluis háztartásainak száma az elmúlt években az alábbi módon változott:
| Háztartások száma | 13 897 | 14 142 | 14 175 | 14 286 | 14 332 | 14 470 |
|                   | 2010   | 2011   | 2012   | 2013   | 2014   | 2015   |

## Testvérvárosok
- Hatvan, Magyarország
- Kézdivásárhely, Románia

## Ismert emberek
- Itt született 1981-ben Khalid Boulahrouz labdarúgó.
- Itt született 1995-ben Tonny Trindade de Vilhena labdarúgó.